# チャールズ・ウェズリー・ロビンソン
チャールズ・ウェズリー・ロビンソン（Charles Wesley Robinson, 1919年9月7日 - 2014年5月20日）は、アメリカ合衆国の実業家。鉱業や海運業の分野での事業投機を数多く成功させた。

## 生涯
1919年9月7日、ロビンソンはカリフォルニア州ロングビーチにおいて誕生した。ロビンソンはモハーヴェ砂漠西部のアンテロープ・バレーにある農場で幼少時代を過ごした。ロビンソンはカリフォルニア大学バークレー校で国際経済学を学び、1941年に優等で経済学の学位を取得した。ロビンソンはその後海軍兵学校で90日間の技師過程を学び、1942年5月に修了した。ロビンソンは海軍兵学校において講師としてさらに1年を過ごした後、重巡洋艦タスカルーサに配属され技術士官として2年近くを過ごした。ロビンソンはロシア最北西部の港湾都市ムルマンスクで作戦に従事した。1944年6月、ロビンソンはノルマンディー上陸作戦で主機関部門に割り当てられ、大尉としてドイツ砲兵隊と交戦した。1945年からは硫黄島の戦いや沖縄戦に参加し、そこで終戦を迎えた。1946年2月、ロビンソンは海軍を退役し、カリフォルニア州に帰郷した。ロビンソンはカリフォルニア州パロアルトで暮らし、1947年5月にスタンフォード大学で経営学修士号を取得した。
1947年、ロビンソンはゴールデン・ステート・デアリ社に幹部として入り、カリフォルニア州の製造プラントの経営に参加した。ロビンソンは新車の香りを出す噴霧器「Nucaroma」など、いくつかの特許を取得した、またロビンソンは新たな子会社ハーヴェスティアを設立し、社長を務めた。1950年、ロビンソンはマッキンゼー・アンド・カンパニーに入り、経営コンサルタントとしてマイヤー・アンド・フランク社に赴いた。1951年、ロビンソンはユタ建設社に入り、材木事業の開拓のためにパナマに赴いた。
1952年、ロビンソンはユタ建設社とキプロス採鉱社から融資を受け、マルコナ炭鉱社を設立した。ロビンソンはペルーのサンフアン（現在のマルコナ地区）で鉄鋼の採掘事業を開始し、1961年には鉄鉱石輸送のための大型船を建造した。
1974年、ロビンソンはジェラルド・フォード政権において経済農業担当国務次官に指名された。1976年には国務副長官となり、ソビエト連邦との間で穀物取引の交渉を行った。
2014年、ニューメキシコ州サンタフェにて94歳で死去。
| 公職                                      | 公職                                                           | 公職                            |
| ----------------------------------------- | -------------------------------------------------------------- | ------------------------------- |
| 先代 ウィリアム・ケーシー                 | アメリカ合衆国経済農業担当国務次官 1975年1月3日 - 1976年4月9日 | 次代 ウィリアム・ロジャーズ     |
| 先代 ロバート・スティーヴン・インガーソル | アメリカ合衆国国務副長官 1976年4月9日 - 1977年1月20日          | 次代 ウォーレン・クリストファー |